# Za Boga i Hrvatsku
Za Boga i Hrvatsku je bio hrvatski iseljenički list osnovan u Clevelandu.
Izlazio je u Clevelandu, a prvi broj je izašao 1952. godine.

## Vanjske poveznice
- Bibliografija Hrvatske revije  Arhivirana inačica izvorne stranice od 16. lipnja 2006. (Wayback Machine) Vinko Nikolić: Nekoliko hrvatskih listova : "Croatia Press"; "Za Boga i Hrvatsku"; "Viestnik Družtva Hrvata u Venezueli"; "Viestnik Australsko-hrvatskog družtva"; "Hrvat, glasilo Družtva Hrvata u Velikoj Britaniji"